# Emiliano Sala
Emiliano Sala (Santa Fe, 31. kolovoza 1990. – Engleski kanal, 21. siječnja 2019.) bio je argentinski nogometaš.
Pokopan je 17. veljače 2019. godine na mjesnom groblju u blizini rodnog Santa Fe.

## Karijera
Sala karijeru započinje u Soledadu 2007. godine, gdje se zadržao sezonu, do 2008. godine. 2009. godine prelazi nakratko u Crato, da bi nakon spomenutog kluba uslijedila trogodišnja "pauza". 2012. potpisuje za Bordeaux, gdje ostaje do 2015. godine. Za vrijeme igranja u Bordeaux-u, bio je na posudbama u Orléansu i Niortu. Posljednje četiri godine nastupao je za francuski Nantes pod vodstvom legendarnog Vahida Halilhodžića u posljednjoj sezoni. Početkom 2019. godine potpisuje za velški Cardiff City, no nijednu utakmicu nije odigrao. 

### Teška nesreća i smrt
Pogiba 21. siječnja u teškoj zrakoplovnoj nesreći, u kojoj je još stradao i pilot Dave Ibbotson. Premda su mnogi smatrali kako je poginuo zbog utapanja, argentinski je nogometaš zapravo poginuo od posljedica težih ozljeda glave. Zastrašujući su podatci da je Sala nekoliko sati prije nesreće u Engleskom kanalu, javio ocu i prijateljima da osjeća da će se zrakoplov raspasti, što se na kraju, i dogodilo. Iako je već sve sredio s Cardiffom, zaputio se kobnim zrakoplovom do Nantesa, kako bi se pozdravio s tamošnjim nekadašnjim suigračima.  
Istražitelji su sedam mjeseci nakon nesreće otkrili uzrok pada aviona kada je toksikološko ispitivanje tijela pokazalo je visoku razinu Ugljičnog monoksida u krvi. Ta je količina, utvrdili su ispitivači, mogla prouzročiti moždani udar, pad u nesvijest ili infarkt. Velika količina monoksida omamila je pilota Davida Ibbotsona koji nije mogao normalno upravljati.
Argentinski klub u kojem je započeo karijeru, naime, posljednjeg dana listopada preimenovao je stadion njemu u čast, on bi tog dana napunio 29 godina.